# Championnat d'Europe de hockey sur glace 1923
Navigation
Suisse 1922 France 1924
Le huitième championnat d'Europe de hockey sur glace a eu lieu du 7 au 11 mars 1923 à Anvers en  Belgique.

## Contexte et déroulement
Cinq nations se sont disputé le titre de champion d'Europe de hockey sur glace. C'est la première participation de la France qui gagne alors sa première médaille (argent) en finissant derrière la Suède. La Suède gagne sa seconde médaille d'or après son premier titre en 1921.

## Résultats
7 mars
- Suède 4-2 Tchécoslovaquie
- Belgique 1-4 France

8 mars
- France 2-1 Tchécoslovaquie
- Belgique 3-2 Suisse

9 mars
- Suède 4-3 France
- Suède 6-0 Suisse

10 mars
- France 4-2 Suisse
- Belgique 0-3 Tchécoslovaquie

11 mars
- Tchécoslovaquie 1-3 Suisse
- Belgique 1-9 Suède

## Classement
|        | Équipe          | PJ | V | N | D | BP | BC |
| ------ | --------------- | -- | - | - | - | -- | -- |
| Or     | Suède           | 4  | 4 | 0 | 0 | 23 | 6  |
| Argent | France          | 4  | 3 | 0 | 1 | 13 | 8  |
| bronze | Tchécoslovaquie | 4  | 2 | 0 | 2 | 16 | 9  |
| 4      | Belgique        | 4  | 1 | 0 | 3 | 5  | 18 |
| 5      | Suisse          | 4  | 0 | 0 | 4 | 7  | 23 |